# Fiziopsihoterapija
Fiziopsihoterapija  je autorski, integrativni terapijski pristup koji kombinira metode psihoterapije i fizioterapije s ciljem razumijevanja i liječenja psihosomatskih simptoma i fizičkih manifestacija emocionalnih sukoba. Fiziopsihoterapijski pristup pretpostavlja da su svi medicinski uzroci simptoma prethodno isključeni i bavi se nemedicinskim tjelesnim senzacijama koje imaju emocionalnu i psihodinamičku osnovu. Autor ovog pristupa je Jasmin Bešić.
Za razliku od tjelesne psihoterapije, koja prvenstveno koristi simbolički rad s tijelom u svrhu psihološke integracije, fiziopsihoterapija uključuje i specifične fizioterapeutske intervencije. Fokus ostaje na psihoterapijskom procesu, dok fizioterapeutske tehnike služe prepoznavanju osjeta u tijelu, ali i podršci emocionalnoj obradi i regulaciji, olakšavajući verbalizaciju potisnutog ili disociranog sadržaja.

## Zakoni fiziopsihoterapije
1. Tijelo je spremište emocionalnih sadržaja. Tjelesne senzacije često su izraz potisnutih emocija, trauma i nesvjesnih sukoba.
2. Emocije koje nisu mentalizirane izražavaju se kroz tijelo. U nedostatku emocionalne ekspresije tijelo tu potrebu pokazuje kroz napetost, bol, disfunkciju, kao i kroz disregulaciju i disautonomiju autonomnog živčanog sistema.
3. Tjelesni simptomi oblikuju psihičko stanje. Dugotrajni somatski problemi mogu izazvati tjeskobu, depresivnost, osjećaj bespomoćnosti, te druga psihička stanja.
4. Terapeutski rad uključuje dvosmjernu povezanost tijela i psihe. Rad s tijelom omogućuje pristup nesvjesnim sadržajima, dok psihoterapijska obrada pomaže u trajnom razrješenju uzroka simptoma.

Fiziopsihoterapijski pristup posebice je koristan za osobe koje pate od fizičkih simptoma bez jasnog medicinskog uzroka, a kod kojih se sumnja na psihosomatsku, somatoformnu, emocionalnu ili stresom povezanu pozadinu simptoma. Klijenti se često javljaju nakon što su prošli brojne dijagnostičke testove koji nisu dali definitivan odgovor ili su im liječnici rekli da je "sve u redu" iako simptomi i dalje postoje.

## Specifičnost pristupa
Fizioterapija se ne usredotočuje isključivo na simptom, već istražuje dublje emocionalne, relacijske i nesvjesne uzroke koji stoje iza njegova nastanka i održavanja. Radom na tijelu, klijent ima priliku:
- razvijati svijest o tijelu
- povezati osjete s emocijama i sjećanjima
- osloboditi potisnute emocije
- uspostaviti osjećaj sigurnosti u vlastitome tijelu
- naučiti regulirati napetost, bol i emocionalni stres

U mnogim slučajevima, ljudi dolaze na terapiju nakon što su iscrpili konvencionalne medicinske metode, osjećajući se izgubljeno ili neshvaćeno. Fizioterapija tada nudi novi okvir za razumijevanje simptoma, ne kao neprijatelja kojeg treba ukloniti, već kao poruku tijela koja traži da bude shvaćena, oslobođena i transformirana.
Specifičnost fizioterapije je vođenje psihoterapijskog razgovora tijekom fizioterapijske intervencije . Terapeut, slušajući verbalne i neverbalne reakcije klijenta, koristi tjelesne senzacije kao ulaz u emocionalni sadržaj. Klijent, na primjer, kada radi na donjem dijelu leđa, može osjećati tugu povezanu s teretom koji nosi, ili kada radi na stomaku, može postati svjestan straha i nesigurnosti koje inače potiskuje.
Fiziopsihoterapijski pristup olakšava pristup nesvjesnim sadržajima kroz tjelesno iskustvo i omogućuje emocionalnu obradu tamo gdje klasična verbalna psihoterapija može naići na otpor, racionalizaciju ili disocijaciju.

## Dugoročni učinci i trajanje liječenja
Fiziopsihoterapija ne teži samo simptomatskom olakšanju, već rješavanju dubokih uzroka koji dovode do psihosomatike. Budući da se radi o nesvjesnoj i podsvjesnoj psihodinamici, nije moguće unaprijed odrediti duljinu trajanja liječenja. Za neke klijente dovoljne su kratke intervencije (nekoliko susreta), dok drugima može biti potreban dulji terapijski proces koji traje mjesecima ili godinama.
Terapijski cilj nije samo uklanjanje simptoma, već postizanje trajnije emocionalne integracije, povratak osjećaja kontrole nad tijelom i veći stupanj tjelesne i emocionalne svjesnosti.

Fiziopsihoterapiju može provoditi isključivo stručnjak koji:
- ima licencirano obrazovanje iz psihoterapije, s fokusom na psihodinamski rad,
- ima obrazovanje iz fizioterapije, ili odgovarajuće licence i edukacije iz anatomije,
- posjeduje sposobnost prepoznavanja psihosomatskih obrazaca, razlikovanja između psiholoških i somatskih uzroka simptoma,
- u stanju je postaviti granice djelovanja, te po potrebi uputiti klijenta liječniku ili drugom stručnjaku.

1. ↑  Šta je fiziopsihoterapija?. Besha Coach (bošnjački). 18. kolovoza 2025. Pristupljeno 18. kolovoza 2025.